# Mohave Valley
Pour les articles homonymes, voir Mohave.
Mohave Valley est une census-designated place (CDP) située dans le comté de Mohave, dans l’État de l’Arizona, aux États-Unis.